# Nguyễn Thanh Toàn
Nguyễn Thanh Toàn (sinh ngày 23 tháng 9 năm 1952) là đại biểu Quốc hội Việt Nam khóa 12, thuộc đoàn đại biểu Thừa Thiên Huế. Ông nguyên là Giám đốc Công an tỉnh Thừa Thiên Huế.

## Tiểu sử
Nguyễn Thanh Toàn sinh ngày 23 tháng 9 năm 1952, quê quán ở xã Thủy Thanh, huyện Hương Thủy, tỉnh Thừa Thiên Huế, là người dân tộc Kinh, không theo tôn giáo nào.
Năm 1967 Ông tham gia vào phong trào đấu tranh của học sinh - sinh viên Huế thuộc Thành đoàn Huế và đã bị bắt giam tại Lao Thừa Phủ Huế. Đến năm 1968 sau khi giải phóng nhà lao, ông trở thành cán bộ tình báo Ban An ninh khu Trị Thiên Huế, Ty An ninh Thừa Thiên và Công an Bình Trị Thiên.
Năm 1978 đến năm 1988 Ông học tại Trường Trung học An ninh nhân dân 1, Bộ Nội vụ (nay là Bộ Công an) ông được thăng cấp hàm Thiếu uý, Trung uý, Đội trưởng Đội An ninh; Trưởng Công an thị trấn Phú Bài, huyện Hương Phú, tỉnh Bình Trị Thiên.
Sau thời gian công tác Thượng uý Nguyễn Thanh Toàn là Phó Trưởng phòng, rồi Trưởng phòng PC 13 Công an tỉnh Bình Trị Thiên và được cử đi bồi dưỡng nghiệp vụ cảnh sát tại Kiep, Ucraina, Liên Xô trong thời gian từ 1988 - 1989.
Về nước ông tiếp tục công tác tại Công an tỉnh Thừa Thiên Huế, tốt nghiệp Đại học Cảnh sát. Quá trình công tác Ông được thăng cấp hàm Đại tá Phó giám đốc Công an tỉnh.
Từ tháng 10/2005 Ông là Uỷ viên Ban thường vụ Tỉnh uỷ, Bí thư Đảng uỷ, Uỷ viên Uỷ ban nhân dân tỉnh, Đại tá Giám đốc Công an tỉnh. Đại biểu Hội đồng nhân dân tỉnh nhiệm kỳ 2004 - 2009.
Ông đã được thăng cấp hàm Thiếu tướng (năm 2008) trong thời gian giữ chức Giám đốc Công an tỉnh Thừa Thiên Huế.
Tháng 10-2012 ông nghỉ hưu.
Ông là đại biểu Quốc hội khóa XII, ứng cử trên địa bàn Thừa Thiên Huế.
Ông có bằng Đại học Cảnh sát nhân dân.
Ông gia nhập Đảng Cộng sản Việt Nam vào ngày 21/6/1974.
Ông có trình độ lí luận chính trị cử nhân.